# Victor Ciobanu
Victor Ciobanu (né le 7 octobre 1992) est un lutteur moldave de lutte gréco-romaine.

## Carrière
Victor Ciobanu est médaillé d'argent dans la catégorie des moins de 55 kg à l'Universiade d'été de 2013 à Kazan, dans la catégorie des moins de 59 kg aux Championnats d'Europe de lutte 2014 à Vantaa et dans la catégorie des moins de 60 kg aux Championnats d'Europe de lutte 2018 à Bucarest.
Il est médaillé de bronze dans la catégorie des moins de 60 kg aux Jeux européens de 2019 à Minsk et médaillé d'or dans cette catégorie aux Championnats d'Europe de lutte 2019 à Bucarest ainsi qu'aux Championnats du monde de lutte 2021 à Oslo.
Il remporte la médaille d'argent dans la catégorie des moins de 60 kg aux Championnats d'Europe de lutte 2023 à Zagreb.